# Kurtia gallica
Kurtia gallica är en fjärilsart som beskrevs av Paul Thiaucourt 1991. Kurtia gallica ingår i släktet Kurtia och familjen tandspinnare. Inga underarter finns listade i Catalogue of Life.